# پودیه‌ووسی
پودیوووسی (به چکی: Poděvousy) یک منطقهٔ مسکونی در جمهوری چک است که در ناحیه دوماژلیتسه واقع شده‌است. پودیوووسی ۲٫۷۲ کیلومتر مربع مساحت و ۲۴۸ نفر جمعیت دارد و ۴۴۷ متر بالاتر از سطح دریا واقع شده‌است.
Poděvousy حدود ۱۸ کیلومتر (۱۱ مایل) شمال شرق Domažlice سی و یک کیلومتر (۱۹ مایل) جنوب غربی Plzeň، و ۱۱۲ کیلومتر (۷۰ مایل) جنوب غربی پراگ قرار دارد.